# Chiavari (stacja kolejowa)
Chiavari (wł: Stazione di Chiavari) – stacja kolejowa w Chiavari, w regionie Liguria, we Włoszech. Znajdują się tu 2 perony. Jest zarządzana przez Centostazioni i Rete Ferroviaria Italiana.